# Enzo Sacchi
Enzo Sacchi (ur. 6 stycznia 1926 we Florencji, zm. 12 lipca 1988 tamże) – włoski kolarz torowy i szosowy, mistrz olimpijski oraz pięciokrotny medalista mistrzostw świata.

## Kariera
Pierwszy sukces w karierze Enzo Sacchi osiągnął w 1951 roku, kiedy zwyciężył w sprincie indywidualnym amatorów podczas torowych mistrzostw świata w Mediolanie. Wynik ten powtórzył na rozgrywanych w 1952 roku igrzyskach olimpijskich w Helsinkach oraz mistrzostwach świata w Paryżu. W 1953 roku przeszedł na zawodowstwo i już podczas mistrzostw świata w Zurychu zdobył w swej koronnej konkurencji srebrny medal, ulegając jedynie Holendrowi Ariemu van Vlietowi. W sprincie indywidualnym Włoch zdobył ponadto brązowy medal na mistrzostwach w Kolonii w 1954 roku, gdzie wyprzedzili go Brytyjczyk Reg Harris i Arie van Vliet oraz srebrny medal na mistrzostwach świata w Paryżu w 1958 roku, gdzie najlepszy był Francuz Michel Rousseau. Ponadto trzykrotnie wygrywał zawody sprinterskie w Paryżu w latach 1951, 1954 i 1959, a w 1951 roku wygrał także w Kopenhadze.